# Église Saint-Aubin de Morannes
L'église Saint-Aubin est une église située à Morannes, en France.

## Localisation
L'église est située dans le département français de Maine-et-Loire, sur la commune de Morannes.

## Historique
L'édifice est inscrit au titre des monuments historiques en 1972.